# استدیک
استدیک (به هلندی: Oostdijk) یک منطقهٔ مسکونی در هلند است که در شهرستان ریمرس‌وال واقع شده‌است. استدیک ۵۰۰ نفر جمعیت دارد.